# Chalel Dosmuchamedow

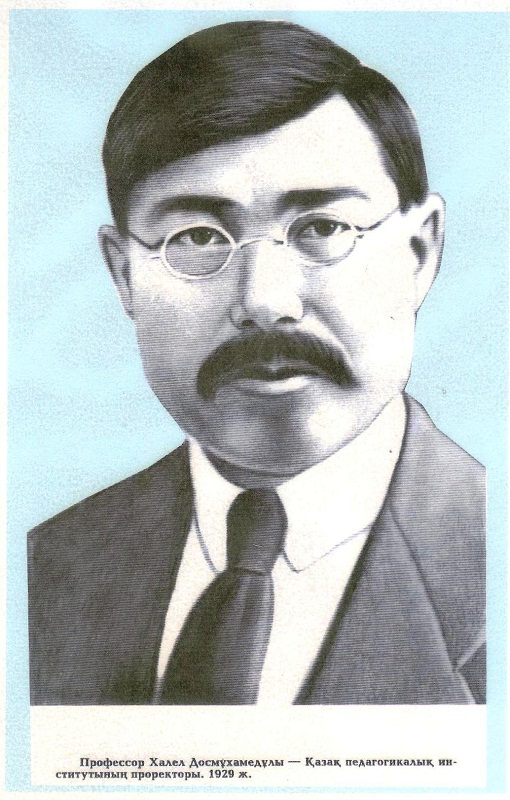
Chalel Dosmuchamedow

Chalel Dosmuchamedow (kasachisch Халел Досмұхамедов, russisch Халел Досмухамедович Досмухамедов Chalel Dosmuchamedowitsch Dosmuchamedow; * 24. April 1883 in der Oblast Ural, Russisches Kaiserreich; † 19. August 1939 in Alma-Ata, Kasachische SSR) war ein kasachischer Arzt und Politiker der Alasch Orda.

## Leben
Dosmuchamedow wurde 1883 in einem Dorf in der Oblast Ural geboren. Er absolvierte eine Militärschule und besuchte ab 1903 die Militärmedizinische Akademie in Sankt Petersburg. Nach seinem Abschluss an der Akademie im Jahr 1909 diente er als Militärarzt zuerst in der Region Perm und später in der Oblast Turkestan und in der Oblast Ural. 1913 wurde er aus dem Militärdienst entlassen. Anschließend arbeitete er als Arzt im Bezirk Temir in der Nähe von Aktjubinsk. Ab dieser Zeit begann er damit, Artikel in der Zeitschrift Qazaq zu veröffentlichen.
Auf dem ersten All-Kirgisischen Kongress vom 21. bis zum 28. Juli 1917 wurde Dosmuchamedow, der dessen Vorsitzender war, zum Abgeordneten für die Russische konstituierende Versammlung ernannt. Im Dezember 1917 war er stellvertretender Vorsitzender des zweiten All-Kirgisischen Kongresses, wo er für die sofortige Proklamation der Autonomie der Alasch Orda, der kirgisischen Autonomie in Zentralasien, stimmte. Ende des Jahres wurde er Mitglied der Regierung der Alasch Orda. Im März 1918 nahmen Dosmuchamedow und Schahanscha Dosmuchamedow an Verhandlungen mit Lenin und Stalin über die Zukunft der kirgisischen Autonomie teil. Seit 1920 arbeitete er in Taschkent, zunächst als Mitglied und dann als Vorsitzender der Bildungskommission des Komitees für öffentliche Bildung der ASSR Turkestan. Zwischen 1922 und 1924 war er ein hochrangiges Mitglied des Volksgesundheitskommissariats von Turkestan. Zur selben zeit war er auch Vorstandsmitglied des zentralasiatischen Staatsverlages Woskirgossisdata und Chefredakteur einer kasachischsprachigen Fachzeitschrift. In den Jahren 1925 und 1926 leitete er eine Niederlassung des kasachischen Staatsverlages Kasgossisdata und anschließend war er geschäftsführendes Vorstandsmitglied von Kirgossisdata. Ab März 1927 war Dosmuchamedow zuerst Vorsitzender und dann Mitglied der Kommission zur Organisation der Kasachischen Staatlichen Universität. Seit Juni 1929 war er Professor an der Universität und zwischen 1929 und 1930 stellvertretender Rektor des Kasachischen Pädagogischen Instituts.
Am 15. September 1930 wurde er zum ersten Mal verhaftet. Er verbrachte 19 Monate im Gefängnis und wurde anschließend für fünf Jahre nach Woronesch verbannt. Dort arbeitete er zunächst am Institut für Gesundheit und Hygiene der regionalen Gesundheitsabteilung und war ab 1934 wieder als Arzt tätig. Am 26. Juli 1938 wurde er ein zweites Mal verhaftet und nach Alma-Ata gebracht, wo er am 24. April 1939 zum Tode verurteilt wurde. Er starb am 19. August in einem Gefängniskrankenhaus in Alma-Ata an den Folgen einer Lungentuberkulose.
Am 11. Februar 1958 wurde er posthum rehabilitiert.

## Ehrungen
- 1994 wurde die Staatliche Dosmuchamedow-Universität Atyrau nach ihm benannt
- in einigen Städten Kasachstans sind Straßen nach ihm benannt